# Roger Raoul Rocher
 (juin 2016).
Si vous disposez d'ouvrages ou d'articles de référence ou si vous connaissez des sites web de qualité traitant du thème abordé ici, merci de compléter l'article en donnant les références utiles à sa vérifiabilité et en les liant à la section « Notes et références ».

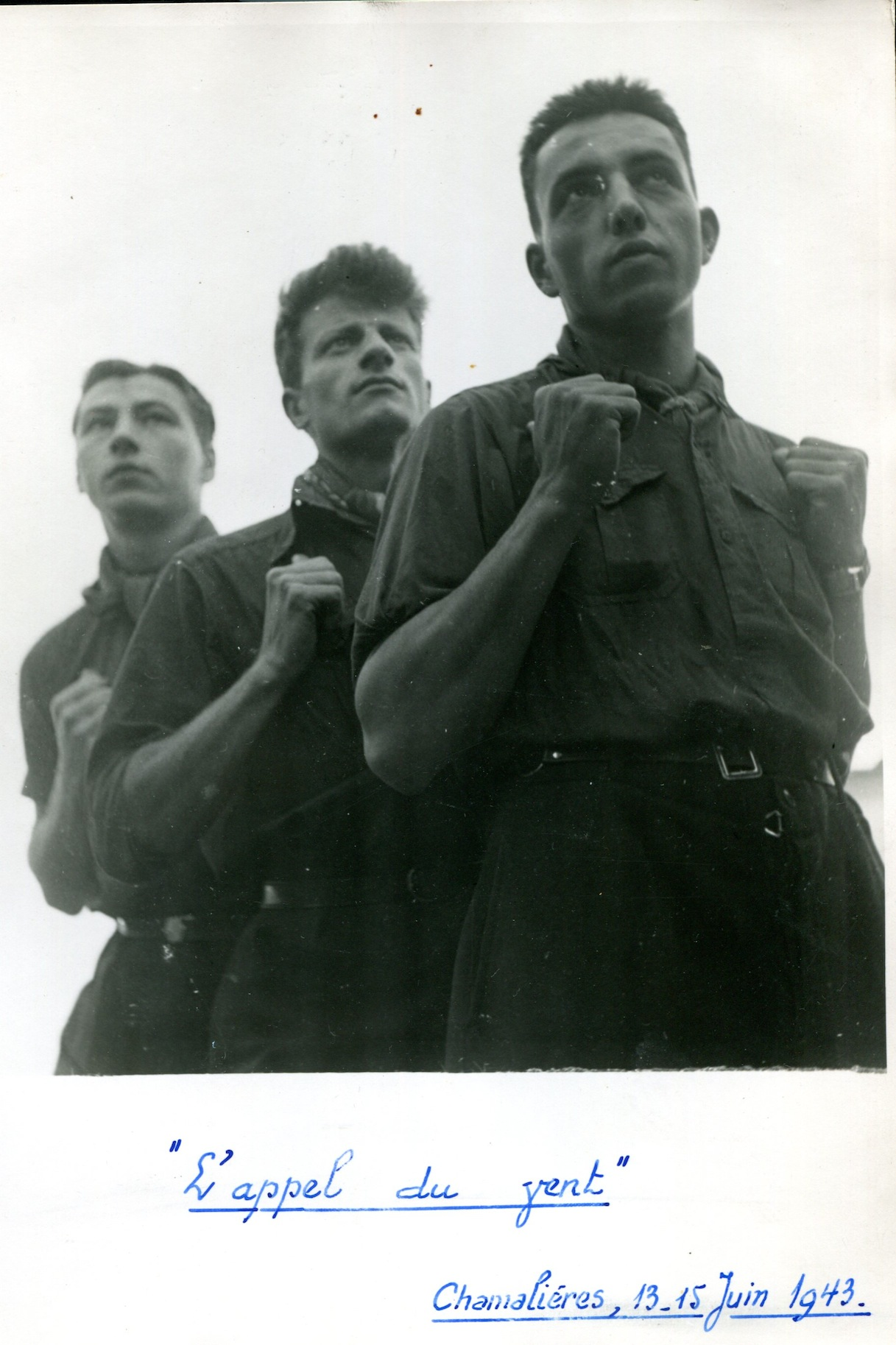

Roger Raoul Rocher, né le 1er novembre 1920 à Romans (Drôme) et mort le 14 novembre 1990, est un pédagogue et militant français.

## Biographie

### Enfance
Roger Rocher est le fils de Jean-Marie Joseph Rocher né le 25 avril 1889 à Alixan (Drôme) et de Marie-Louise Finot, née le 26 juillet 1892 à Le Châlon (Drôme). Il est le neveu de Marie Chaix, 1ère femme élue adjointe à la mairie de Saint-Denis, qui lui a inspiré son militantisme. Son père, après 15 ans dans l'armée, devient traminot à l'Office des transports lyonnais où il finit sa carrière comme responsable du train bleu de la vallée de la Saône. Il décède le 10 juillet 1967. Sa mère est fille d'agriculteurs comme son mari, elle décède le 26 juillet 1982 à Cours la Ville (Rhône).
Après les chantiers de la jeunesse française (1940) à Rumilly en Haute-Savoie et un brevet d'Études supérieures (1941), il entre à l'École normale d'instituteurs de Lyon (1942). Il est affecté à Bressieux près de L'Arbresle (1943).

### Engagement socialiste, ajiste et militant
Ces premiers Normaliens de la Croix-Rousse se politisent : Roger Rocher entre dans les réseaux du PCI avec son collègue Paul Duthel (futur dirigeant « lambertiste »). Le groupe résistant lyonnais infiltrera même l'armée allemande avec l'ajiste Paule Combier. Le tandem Rocher-Duthel sera la « bête noire » du secrétaire fédéral du Parti communiste français Jean Capievic, maire et conseiller du canton de Vaulx-en-Velin  qui pendant vingt ans, les accusera de diverses actions « irresponsables ». Son mentor sera Marc Paillet (futur directeur de l'AFP en 1981) romancier admirateur de Charlemagne.
Après la guerre, il intègre les Jeunesses Socialistes de la SFIO dans la tendance libertaire et trotskyste, il devient membre du bureau national en 1947, rédacteur à leur journal spécifique Drapeau Rouge. Au parti, il admire André Philip dont l'épouse, Mireille, recevra la médaille des justes au titre des sauvetages d'enfants juifs du Chambon-sur-Lignon.
Roger Rocher est l'un des animateurs de l'« École émancipée » au sein du Syndicat national des instituteurs. Il rencontre en 1941 Jeanne Berthet, née le 27 novembre 1923 à Lyon, à la chorale « Jeune France » dirigée par César Geoffray, puis aux « Cam'Routes » (un fils, Alain), par la suite l'ajiste Renée Floret, née le 5 février 1924 à Villefranche-sur-Saône (un fils, Serge).
Ajiste, habitant 11, rue Burdeau à la Croix-Rousse à Lyon, il fait de son domicile le siège du CLAJ (Centre laïque des auberges de jeunesse) lyonnais. Le CLAJ, mouvement créé en 1936, fusionnera en 1956 avec d'autres composantes pour former la Fédération unie des auberges de jeunesse (FUAJ). Le groupe de Roger crée et diffuse nationalement le bulletin Révoltes. Ce bulletin sera le creuset de nombreux militants (entre autres, Michel Fiant qui cofondera l'Alliance marxiste révolutionnaire). Dans l'esprit libertaire du CLAJ, tout utilisateur est militant. Dans la tradition des Compagnons du Devoir, on appelle Père aub' et Mère aub' les responsables d'hébergement.(1)
Ces jeunes acquièrent une conscience sociale et politique (mixité, antiracisme, pacifisme).
Dans ce milieu, il rencontre le futur musicologue Jacques Filleul, certains des Frères Jacques et des quatre barbus, ainsi que le futur cinéaste Yves Robert.
Après avoir préparé la fondation des Francas dès fin 1944, près de Voiron, il enseignera peu (Quai Chauveau à Lyon, Saint-Fons) ; il essaye la méthode de Célestin Freinet. Il sera détaché du Ministère de l'Education Nationale aux œuvres laïques toute sa carrière. Il crée les comités « pour nos gosses » à partir des amicales laïques lyonnaises, le premier centre aéré à Bron en 1959, la première « école ouverte » à Saint-Fons, dont le maire est Franck Sérusclat, en 1971 à partir de la circulaire sur les CLAE (centre de loisirs associés à l'école) qu'il a corédigé pour ses amis de la Jeunesse et des Sports tels Henry Bard.(2)
Il est l'auteur de la définition de l'idéal franca, adopté aux journées pédagogiques de Versailles en 1968 : « former l'individu le plus libre possible et le plus responsable possible dans la société la plus démocratique possible. » Il publie en 1970 Pour une école ouverte à l'action concertée de tous les co-éducateurs.
Il organise chaque année des voyages d'étude pour faire découvrir aux élus et techniciens les réalisations anglaises, allemandes et suédoises. Il anime de nombreuses conférences avec projections de diapositives sur les « playgrounds » anglais, les terrains d'aventure et les fermes pédagogiques de l'Europe du Nord.

### Militantisme et engagement local dans l'après-guerre
Il participe activement à l'organisation des manifestations contre la guerre d'Indochine jusqu'en 1954. Avec les anarchistes comme le colosse Tardif, éboueur de Tassin, ils affrontent les CRS de Jules Moch au corps-à-corps à Lyon.
Partenaire de Claude Bourdet à Lyon, il fonde la « Nouvelle gauche » locale, puis devient un des dirigeants de l'UGS du Rhône. Il se présente aux élections cantonales à la Guillotière à Lyon, puis aux élections municipales de Lyon en 1959, en tandem avec Georges Tamburini (MLP, Mouvement de Libération du Peuple) contre Louis Pradel.
À partir de 1956, il lutte pour la paix en Algérie, il joue un rôle logistique très actif dans le réseau Jeanson avec Suzanne Gerbe et Charles Avocat, organisant des acheminements vers la frontière suisse. L'Amicale des algériens en France et le FLN s'en souviendront trente ans plus tard, en se manifestant à ses funérailles.
Cofondateur du Parti socialiste unifié du Rhône en 1960, il en partira en 1974 après les Assises du socialisme et restera de sensibilité rocardienne au sein du Parti socialiste.
Il quitte Lyon après avoir fait construire à Dardilly (1964) dans la très conservatrice commune natale du curé d'Ars. Pour lui, c'est un « retour à la terre » : il n'a jamais perdu le contact avec son cousinage rural drômois, plante des dizaines d'arbres et des vignes, entretient un immense potager, élève des pigeons. Il fait la rencontre du Professeur Philippe Lebreton et organise avec lui (1972) un stage franca d'initiation à l'écologie à Villars-les-Dombes. Il envoie son fils aîné représenter les francas au COSILYO (comité des sites du Lyonnais, antenne de la FRAPNA). Il s'est en effet rapproché du mouvement écologiste politique en fondant "Dardilly écologie". Il s'est, par exemple, opposé à la construction d'un ensemble immobilier sur l'ancien hippodrome de la Tour de Salvagny.
Il fonde le Comité des Loisirs Educatifs de l'Ouest Lyonnais (CLEOL).
Il est élu en mars 1983 à Dardilly sur la liste de Pierre Vialle, un humaniste chrétien sans étiquette. Cela lui permet de réaliser la construction d'une Ecole Ouverte. Une association de droite, "Vivre à Dardilly", l'attaque avec virulence (3).
En 1989, il participe à la liste municipale "Dardilly-Ensemble" menée par Marcel Christ. Michèle Vuillen, future maire en 1995, y participe. La liste ne sera pas élue.

### Intérêt pour l'urbanisme et l'écologie
Ses idées socio-culturelles ayant un vif succès, il ne pouvait les propager avec les seuls francas qui avaient leur propre outil technique, l'OPAL dirigé par son amical rival, André Danancher. Il créa donc une association, le CECANEC, centre de conception et d'animation d'équipements culturels, présidé par un enseignant élu de Décines, Claude Joseph. En se faisant uniquement rembourser ses frais, pendant plusieurs années, cette structure conseillera une vingtaine de municipalités de gauche, mais aussi les villes nouvelles de L'Isle-d'Abeau et de l'étang de Berre. C'est Roger Rocher qui, à la demande de Pierre Moutin, maire de Décines, président du SYMALIM (Syndicat mixte d'aménagement de l'île de Miribel-Jonage), dessina, sur un coin de table, le zonage du parc de loisirs à une époque où il n'y avait pas d'agence d'urbanisme ni de concours internationaux pour paysager Lyon.
Au sein du Parti socialiste se créa une structure de conseil aux collectivités URBACONSEIL dont l'esprit et l'action changeront par la suite. Elle fut confiée à Lyon à un architecte, Christian Buche, qu'avait séduit l'intégration des équipements socio-culturels. Il proposa au CECANEC de se dissoudre. Roger Rocher y assura un rôle de conférencier puis quitta assez vite ce qui devenait une « machine » vidée de toute motivation militante.
Figure de la laïcité lyonnaise, il est initié au GODF « Parfait Silence » en 1962, il fut un orateur maçon très écouté pour son franc-parler. Une nombreuse assistance se réunira lors de ses funérailles maçonniques (drap noir, chaîne d'Union) quand il décède brusquement en novembre 1990, deux mois après avoir participé à l'éloge funèbre (auto-dissolution) du PSU du Rhône à Tassin.